# Dois Sorrisos
Dois Sorrisos é um single da banda brasileira Móveis Coloniais de Acaju, lançado em 2011.

## História
A música foi fruto da parceria da banda com o cantor Leoni e lançada no Dia dos Namorados. A banda gravou também um videoclipe para promover a canção, onde participaram casais que se inscreveram numa promoção própria.